# Rheinland
Rheinland là tên gọi chung cho các khu vực thuộc nước Đức nằm dọc theo khu vực Trung và Hạ sông Rhine giữa Bingen và biên giới Hà Lan, tuy nhiên nó không được định biên giới rõ ràng. Về phía tây, khu vực trải dài đến biên giới với Luxembourg, Bỉ và Hà Lan; về phía đông, khu vực này chỉ bao gồm các thị xã, thành phố dọc theo sông.
Ngoại trừ Saarland, khu vực này ít nhiều tương ứng với việc sử dụng hiện đại của thuật ngữ.
Giữa hai cuộc chiến tranh thế giới, thuật ngữ "Rheinland" bao gồm khu quân sự và khu vực bị chiếm đóng về phía tây của sông Rhine, bao gồm đầu cầu bên bờ đông. Sau sự sụp đổ của đế quốc Pháp ở đầu thế kỷ 19, các khu vực nói tiếng Đức và tiếng Hà Lan (tỉnh Jülich-Kleve-Berg) tại khu vực trung lưu và hạ lưu sông Rhine đã được sáp nhập vào Vương quốc Phổ. Chính quyền Phổ tổ chức lại lãnh thổ thành tỉnh Rhein (còn gọi là Phổ Rhein), một thuật ngữ tiếp tục trong tên của các bang của Đức Rheinland-Pfalz và Nordrhein-Westfalen. Sau Chiến tranh thế giới thứ nhất, phần phía tây của Rheinland bị phe Hiệp ước chiếm đóng, sau đó bị phi quân sự theo Hiệp ước Versailles. Các lực lượng Đức đã tái quân sự hóa lãnh thổ này vào năm 1936, ba năm trước khi Chiến tranh thế giới thứ hai bùng nổ.
Một số trong những thành phố lớn hơn trong vùng Rheinland bao gồm Aachen, Bonn, Köln, Duisburg, Düsseldorf, Koblenz, Krefeld, Leverkusen, Trier.

Bayern gọi tên vùng phía bên trái của sông Rhein mà trước đây thuộc về mình ban đầu Rheinkreis, sau đó Rheinpfalz (bây giờ là vùng Pfalz thuộc bang Rheinland-Pfalz), còn công quốc Hessen gọi vùng phía bên trái sông Rhein của mình là Rheinhessen (bây giờ thuộc Rheinland-Pfalz).